# روكورونيوم بروميد
روكورونيوم بروميد (بالإنجليزية: Rocuronium bromide)‏ الأسماء التجارية مثل (إسميرون وزيمورون) هو مركب كيميائي عبارة عن دواء مرخي للعضلات، يستخدم روكورونيوم عادة كعامل مساعد لأدوية التخدير العام، حيث يعمل على تسهيل عملية إدخال أنبوب التنفس الإصطناعي في الرغامى ولإرخاء العضلات الهيكلية أثناء العمليات الجراحية. وهو الأكثر شيوعًا في العمليات الجراحية لتسهيل عملية إدخال أنبوب التنفس الإصطناعي. كما يستخدم في عمليات الإعدام عن طريق إعطاء جرعات مرتفعة من روكورونيوم في الولايات الأمريكية المتحدة.

## آلية العمل
يعمل العلاج على منع وصول السيلات العصبية إلى العضلات الهيكلية مما يعمل على إرتخاء هذه العضلات. تم تصميمه ليكون مضادًا أضعف عند الوصل العصبي العضلي من البنكريونيوم.